# Anorthosiet

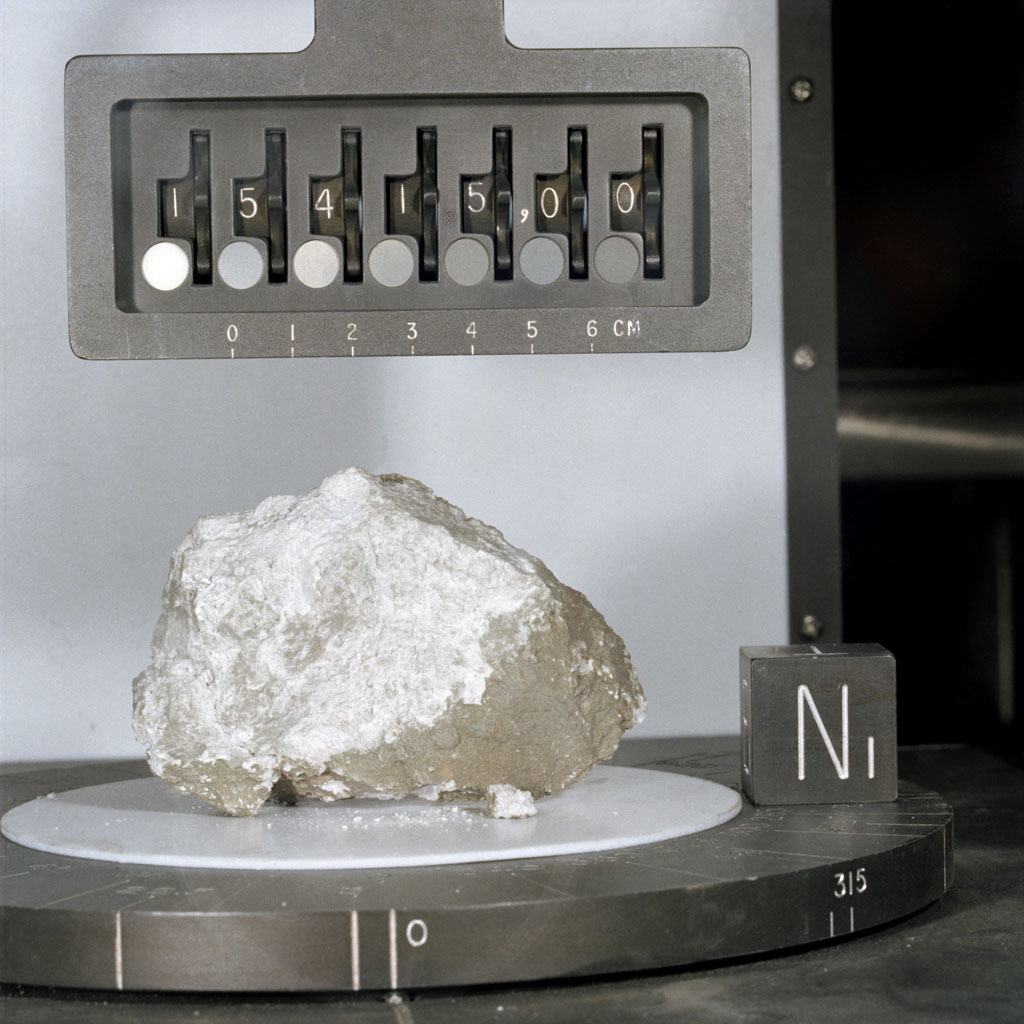
Een maananortosiet (Apollo 15).

Anorthosiet is een intermediair (noch uitgesproken felsisch, noch mafisch) dieptegesteente dat bestaat uit meer dan 90% plagioklaas.

## Eigenschappen
Naast plagioklaas bevat het stollingsgesteente anorthosiet weinig andere mineralen, maar voornamelijk kwarts en kaliveldspaat. Veldspaatvervangers zijn afwezig. Volgens het QAPF-diagram bevindt anorthosiet zich tussen tonaliet (rijker aan kwarts) en foidoliet (bevat veel veldspaatvervangers). Een anorthosiet met minder plagioklaas valt binnen de diorieten of de gabbro's, afhankelijk van de hoeveelheid kwarts. Anorthosiet heeft geen uitvloeiingsgesteente-variant.

## Naam
Het gesteente anorthosiet is genoemd naar het plagioklaas-mineraal anorthiet.

## Voorkomen
Binnen de geologische geschiedenis zijn er verschillende voorkomens van anorthosiet bekend. Ruwweg wordt een scheiding gemaakt tussen Proterozoïsche en Archaïsche anorthosieten. Ook op de Maan is anorthosiet gevonden en gesteentemonsters zijn vooral door de Apollo 15-missie naar de Aarde gebracht.
Op Aarde zijn enorme verspreidingen van het plagioklaas-rijke stollingsgesteente bekend. Mount Lister Anorthosite in Labrador, Canada beslaat vele duizenden vierkante kilometers.

## Industrie en mijnbouw
Het gesteente wordt op plekken gemijnd om het titanium-houdende mineraal ilmeniet en ook om het als edelsteen toegepaste labradoriet.